# Александров, Вадим Николаевич
Вади́м Никола́евич Алекса́ндров (род. 21 февраля 1941, Волхов, Ленинградская область) — советский строитель, был генеральным директором ОАО «Метрострой» (1993—2017). Действительный член Академии транспорта России (АТ), доктор транспорта АТ, член правления Тоннельной ассоциации.

## Биография
В 1963 году заканчивает факультет «Мосты и тоннели» Ленинградского института инженеров железнодорожного транспорта (ЛИИЖТ) по специальности «Строитель мостов и тоннелей».
3 августа 1963 года зачислен начальником смены на подземных работах в Строительство № 17 Ленметростроя.
После двухлетней службы в армии возвращается Ленметрострой. Избран секретарем парткома Ленметростроя.
Являясь начальником тоннельного отряда № 3 (1980—1986), руководил скоростным строительством. Скорости (1250 м тоннеля в месяц, 48 м в сутки, 20 м в смену) остаются рекордными для мировой практики проходки в сложных горно-геологических условиях.
В январе 1991 года становится начальником управления строительства «Ленметрострой».
С 1993 по 2017 год избирался генеральным директором ОАО «Метрострой».
В 1993 году окончил курс повышенного обучения по менеджменту строительства Манчестерского университета науки и технологии — ЮМИСТ.
С июля 2008 года является Президентом Некоммерческого партнёрства «Объединение строителей подземных сооружений, промышленных и гражданских объектов» (сокращенное название НП «Объединение подземных строителей»), которое в 2009 году получило статус саморегулируемой организации. В 2017 году партнерство было переименовано в СРО А «Объединение подземных строителей».
В мае 2017 года заявил о намерении покинуть пост гендиректора компании, 19 июня 2017 года на внеочередном заседание акционеров, Вадим Николаевич прекратил свои полномочия. Преемником стал его сын — Александров Николай Вадимович избранный собранием на 5 лет и заключенный под стражу 10 декабря 2019 года за хищение 178 млн рублей. После отставки Вадим Николаевич станет руководителем отдела по стратегии освоения подземного пространства.

## Вклад в развитие Петербургского метрополитена
При участии В. Н. Александрова с 1963 года по настоящее время введены в эксплуатацию 23 станции Петербургского метрополитена. Внёс существенный вклад в процесс ликвидации «размыва».

## Награды
- Медаль «В ознаменование 100-летия со дня рождения Владимира Ильича Ленина» (1970)
- Орден «Знак Почета» (1976)
- Орден Трудового Красного Знамени (1983)
- Медаль «Ветеран труда» (1989)
- Заслуженный строитель Российской Федерации (5 августа 1994) — за заслуги в области строительства и многолетний добросовестный труд[9]
- Орден «За заслуги перед Отечеством» IV степени (11 сентября 1998) — за большой вклад в строительство и ввод в эксплуатацию III участка правобережной линии Санкт-Петербургского метрополитена и многолетний добросовестный труд[10]
- Медаль «В память 300-летия Санкт-Петербурга» (2003)
- Орден «За заслуги перед Отечеством» III степени (25 июня 2004) — за большой вклад в восстановление движения на Кировско-Выборгской линии метрополитена Санкт-Петербурга[11]
- Орден Почёта (21 февраля 2011) — за достигнутые трудовые успехи и многолетнюю добросовестную работу[12]
- Почётный транспортный строитель — за успешное выполнение производственных заданий, решение целевых задач по строительству метрополитена
- Премия Совета Министров СССР
- Почётный гражданин Санкт-Петербурга (2008)[13][14][1].